# Damulog
Damulog (Bayan ng Damulog) är en kommun i Filippinerna. Kommunen ligger på ön Mindanao, och tillhör provinsen Bukidnon. Folkmängden uppgår till 20 332 invånare.

## Barangayer
Damulog är indelat i 17 barangayer.
| - Aludas - Angga-an - Tangkulan (Jose Rizal) - Kinapat - Kiraon - Kitingting - Lagandang - Macapari - Maican | - Migcawayan - New Compostela - Old Damulog - Omonay - Poblacion (New Damulog) - Pocopoco - Sampagar - San Isidro |